# Juan David Ochoa Vásquez
Juan David Ochoa Vásquez (13. dubna 1946 – 25. července 2013) byl kolumbijský pašerák drog a jeden ze zakladatelů Medellínského kartelu. Kartel založil ve spolupráci s Pablem Escobarem. Měl dva bratry, kteří také působili v kartelu. V lednu 1991 se přihlásil vládě, aby se dohodl o vině a trestu. Po pěti letech byl propuštěn z vězení. Zemřel v roce 2013 na infarkt.